# 露西·莫顿
露西·莫顿（英語：Lucy Morton，1898年2月23日—1980年8月26日），英国女子游泳运动员，主攻蛙泳。她曾代表英国参加1924年夏季奥林匹克运动会游泳比赛，获得女子200米蛙泳金牌。